# Milkybar

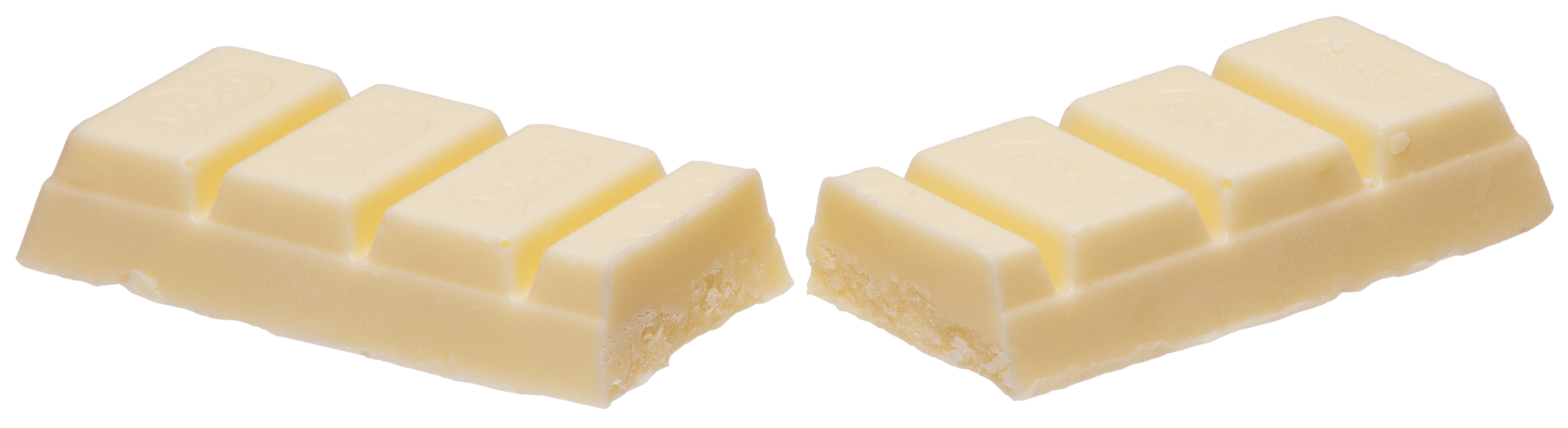
Разломленный шоколад Milkybar

Milkybar (называемый Galak в Континентальной Европе и Латинской Америке) — белый шоколад, производимый с 1936 года швейцарской компанией Nestlé и продаваемый по всему миру (в США продукт не продаётся, однако его можно заказать через Интернет для доставки или найти в специализированных кондитерских). По словам Nestlé, Milkybar/Galak не содержит искусственных красителей, ароматизаторов и консервантов.

## История
Бренд Galak был запущен компанией Nestlé-Peter-Cailler-Kohler в условиях жёсткой конкуренции на швейцарском рынке шоколада. Это был первый бренд белого шоколада.

## Реклама

### Milkybar Kid
С 1961 года шоколад Milkybar Kid используется в телевизионной рекламе, продвигающей Nestlé Milkybar. Талисманом бренда считается белокурый маленький ребёнок в очках, переодетый в ковбоя, чья коронная фраза — «The Milkybars на мне!» (англ. «The Milkybars are on me!»). Рекламные ролики обычно происходят в обстановке Дикого Запада, и были созданы как живые, так и анимационные ролики. До тех пор, пока в 2010 году не была выбрана 8-летняя Хинетаапора Шорт (Hinetaapora Short) из Новой Зеландии, персонаж всегда был мужского пола. Персонаж был создан командой во главе с директором по рекламе Майком Рейнольдсом (Mike Reynolds).
В Великобритании, Австралии и Новой Зеландии реклама первоначально сопровождалась джинглом, превозносящим «добро, которое есть в Milky Bar» (англ. «the goodness that's in Milky Bar»). В более поздних версиях кампании джингл был пересмотрен, чтобы отсылать к «хорошему вкусу, который есть в Milkybar» (англ. «the good taste that's in Milkybar»).

### Galak
Galak продвигался с помощью французского мультсериала 1971 года Oum le Dauphin Blanc («Зум белого дельфина»), персонажи которого появлялись на упаковках и в рекламных роликах. В рекламных роликах двое детей, Ян (Yann) и Марина (Marina), и белый дельфин Оум обычно побеждают злодеев, таких как пираты или акулы. Компания Nestlé прекратила использование этой лицензии в 2003 году, хотя изображение Oum оставалось на некоторых акциях, проданных в 2004 году, что привело к тому, что владельцы сериала подали в суд на получение роялти.

## Разновидности
Milkybar Wowsomes, шоколад, в котором на 30% меньше сахара, чем в других шоколадных конфетах Nestlé, был выпущен в 2018 году. Содержание сахара снижали путём переработки сахара до аэрации и пористости. По словам Nestlé, поскольку он быстрее растворяется во рту, он будет восприниматься таким же сладким, как обычный шоколад Milkybar. Продукт был выпущен для удовлетворения потребительского спроса на более здоровые продукты. Шоколад Milkybar Wowsomes был снят с производства в середине 2019 года после достижения низких продаж. Представитель Nestlé сказал, что это связано с тем, что шоколад не такой сливочный, как традиционный шоколад Milkybar.
В 2019 году было запущено драже Milkybar Mix Ups из белого шоколада с какао и кремовой начинками.

### В других странах
В Австралии и Новой Зеландии Milkybar не содержит какао-масла и поэтому не позиционируется как шоколад.
Milkybar особенно популярен в Южной Африке. Местная версия Milkybar — кондитерское изделие, похожее на белый шоколад, изготовленное из сухого молока, сахара и растительных жиров (пальмы, ореха ши и семян иллипе), производимое компанией Nestlé South Africa. Несмотря на то, что Milkybar в Южной Африке указан как «белый шоколад» на веб-сайте Nestle и в некоторых розничных магазинах, он не содержит какао-масла, определяющего ингредиент настоящего белого шоколада.